# Erebia thryphaena
Erebia thryphaena är en fjärilsart som beskrevs av Hans Fruhstorfer 1916. Erebia thryphaena ingår i släktet Erebia och familjen praktfjärilar. Inga underarter finns listade i Catalogue of Life.